# بيع الكتب

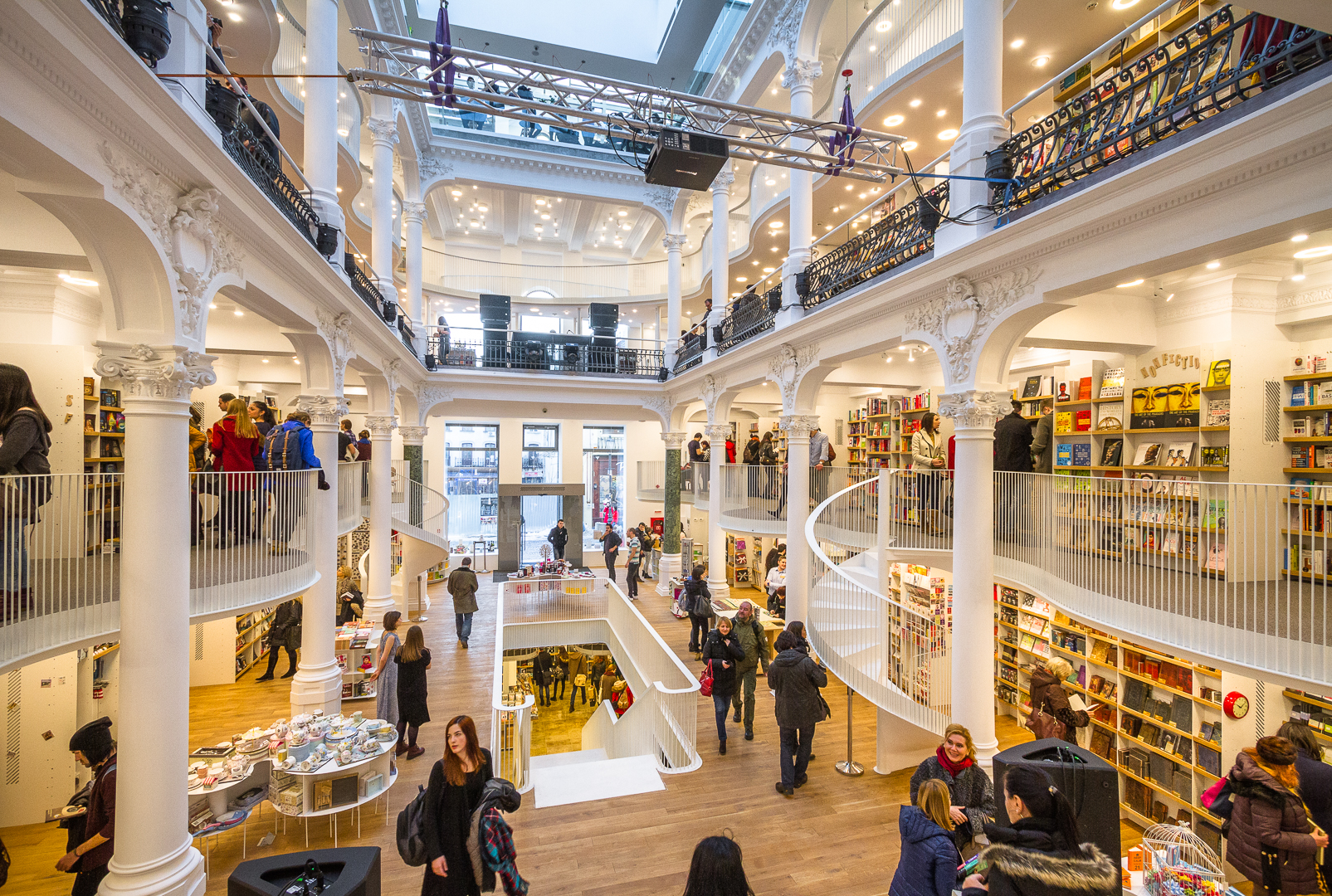
محل كتب في رومانيا

بيع الكتب، هي آخر مرحلة للنشر، ويُسمى محل بيع الكتب مكتبة (تمامًا كتسمية مكان المطالعة دون الشراء). وهناك عدة طرق لبيع الكتاب سواء في متاجر أو على الرصيف وحتى هناك مركبات متنقلة تبيع الكتب. وهي تجارة تحكمها قوانين التجارة، ويسبق البيع شراء الكتب وتحتاج لخبرة في اختيار الكتب التي ستباع . ويُسمَّى من يعمل بها الكُتُبيّ.

## شراء الكتب للبيع
ويكون شراء الكتب من ناشر الكتاب الأصلي إن كان في نفس المدينة أو الشراء من أحد الوكلاء المعتمدين للناشر إن كان الناشر في مدينة أخرى أو بلد آخر والهدف من الشراء من الناشر مباشرة أو من الوكلاء المعتمدين هو التأكد من شرعية الكتب وأنها نسخ أصلية وليست مزورة أو مقلدة لأن الكتب المزورة والمقلدة هي كتب ردئية في الطباعة والورق وتضر بسمعة محل البيع وتضعه تحت طائلة القانون بالتعدي على حقوق المؤلف والناشر وهي حقوق مكفولة.
- وقد جرى العرف على الشراء بنسبة خصم على السعر الأصلي للكتاب المدون عليه أو على سعره المدون في قائمة الناشر وتترواح نسب الخصم من 5% إلى 60% للكميات العادية والمتوسطة من 3 نسخ إلى 200 نسخة من كل كتاب وفق سياسة الناشر في التسعير وفي حالة الكميات الكبيرة التي تزيد عن 500 نسخة من كل كتاب يفاوض على سعر خاص للكتاب .
- ويكون الشراء أما نقدًا عند استلام الكتب أو بالأجل لمدة زمنية محددة يتفق عليها بتجرئة المبلغ خلال المدة على دفعات، أو المبلغ كاملًا عند حلول الأجل، ومن طرق الشراء أيضًا الشراء على التصريف أو على سبيل الأمانة وهو يكون باستلام الكتب من الناشر بعد التوقيع على استلامها ويلتزم الشاري بدفع قيمة الكتب المباعة فقط خلال فترة زمنية يتفق عليها، وهي عادة من 3 شهور إلى 12 شهر حسب الاتفاق، ويوصى في هذه الحالة بحسن الأداء في الموعد ترغيبا للناشر وحفاظا على سمعة المحل، وتكون الكتب غير المباعة هي حق للناشر الذي اتفق معه بشرط أن تكون على الحالة التي استلمت عليها ويفضل في هذه الحالة الاعتناء بالكتب وحفظها داخل أكياس للمحافظة عليها، وعرفانا للناشر بالجميل وتشجيعه على تكرار الأمر.

## طرق عرض الكتب
تختلف حسب قوانين البلد فمثلا هناك بلدان تحظر وضع الكتب الأصولية في الواجهات كسويسرا وألمانيا ككتب هتلر وموسوليني وبعض الكتب الدينية وهذا من أجل عدم الترويج لهذا الفكر

## البيع الإلكتروني
لقد ظهر الكتاب الإلكتروني وظهرت مواقع للبيع على الإنترنت لعل أبرزها موقع أمازون وموقع أي باي وغيرها ويشهدهذا النوع من الكتاب رواجا كبيرا خصوصا بين الشباب وهذا لتدني سعره وسهولة الوصول اليه .
ويكون البيع الإلكتروني للكتاب الورقي وسيلة فعالة في الحصول على الكتاب الورقي، ولاعيب لها غير تكلفة الشحن المرتفعة .